# Corcyra (polis)
Corcyra (Κέρκυρα / Kérkyra, later Κόρκυρα / Kórkyra, de huidige stad Korfoe) was een Oud-Griekse polis, waarvan de chora (het omland) het hele gelijknamige eiland besloeg.

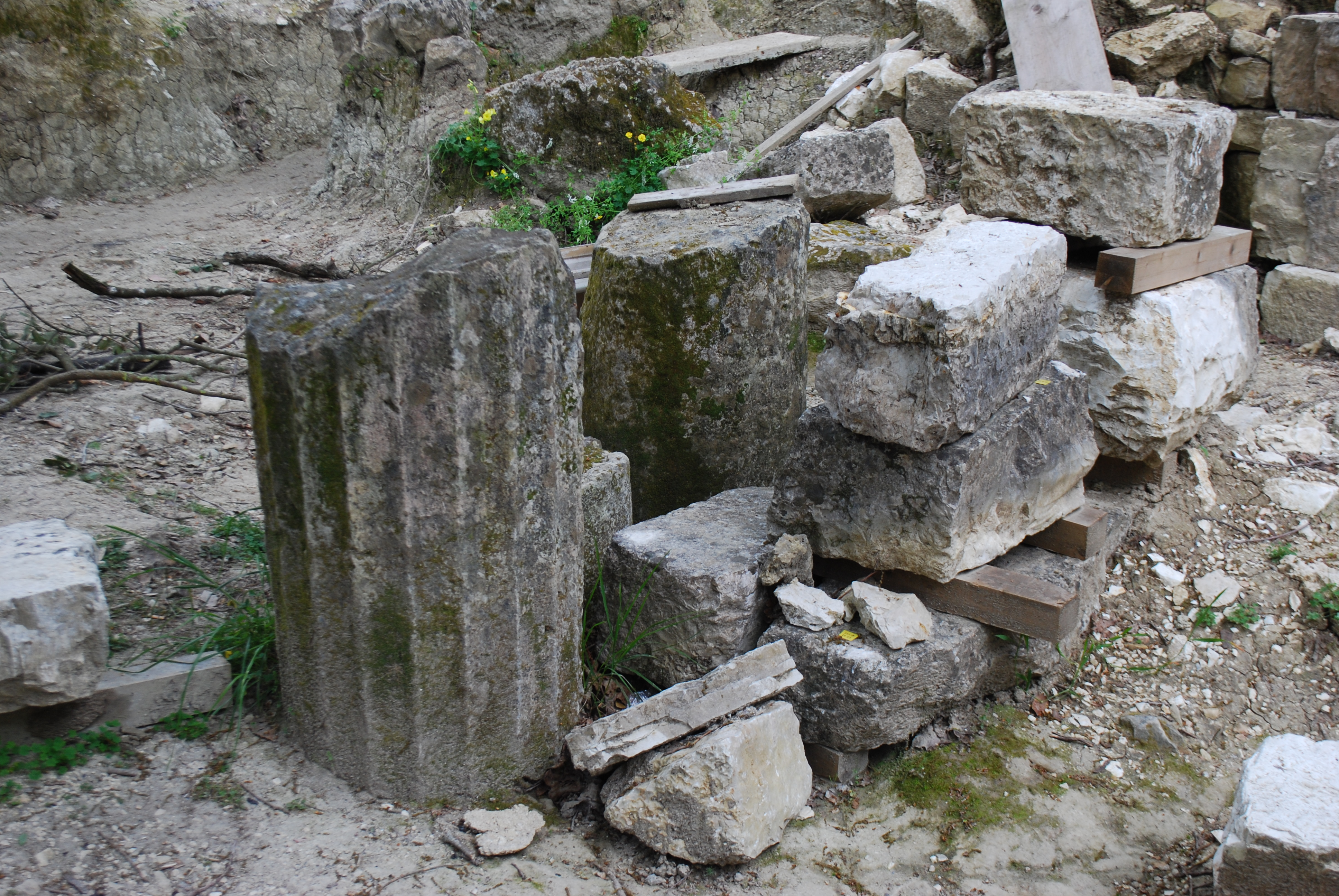
De ruïnes van de tempel van Hera.

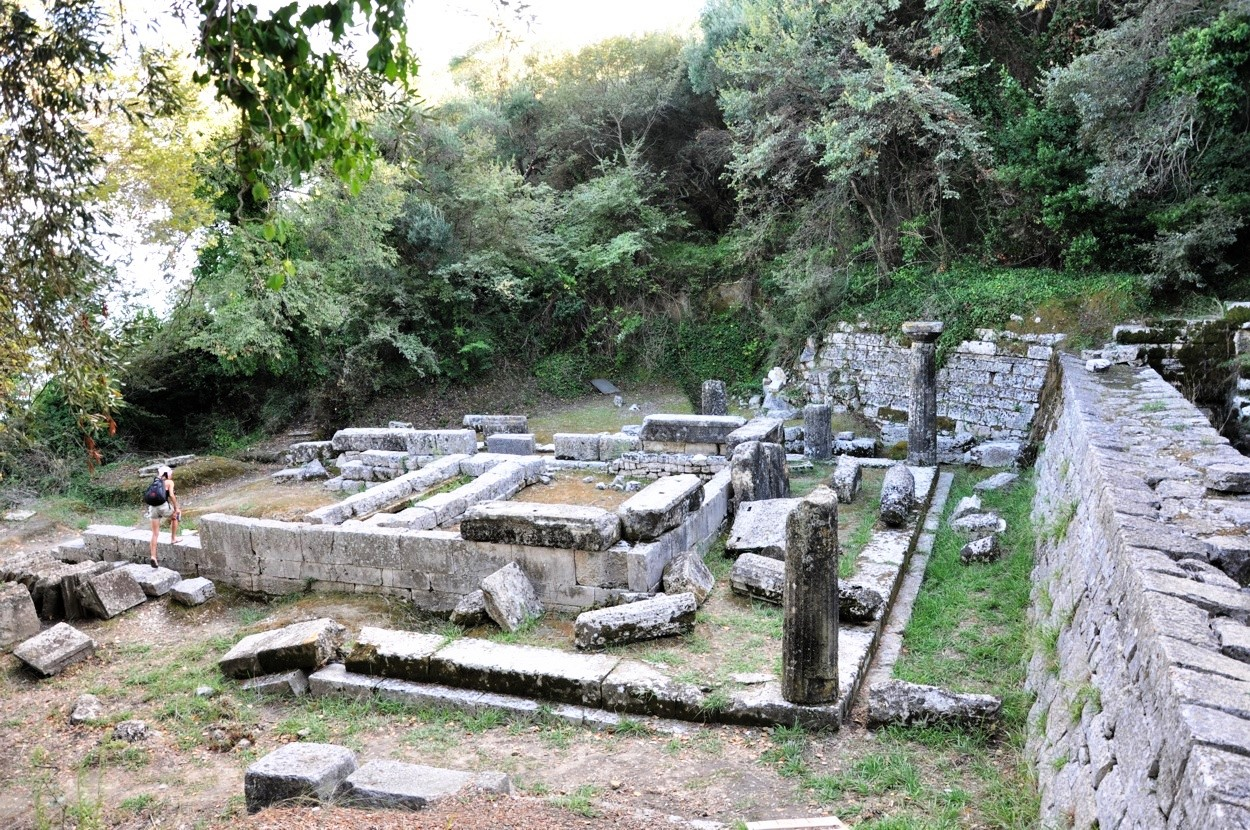
De ruïnes van de zogenaamde Kardaki-tempel.

De stad Corcyra werd rond 700 v.Chr. als apoikia (Oud-Griekse kolonie) door Korinthiërs gesticht. De stad lag op het midden van de oostkust, en had een hooggelegen akropolis.  Er lag een 'haven van Alcinoüs' en ten zuiden daarvan een tweede haven, Hyllaikos (Ὑλλαϊκός, op het schiereiland Kanoni, ten noorden van het huidige Perama en intussen verzand), wellicht de havens van de Faiaken. De stad had ook een aan Hera gewijde tempel, waarvan de ruïnes zijn overgebleven. Er was ook een tempel van Artemis op het eiland. Een andere tempel is de zogenaamde Kardaki-tempel.
De toenemende bloei van Corcyra wekte echter de na-ijver van Korinthe op, en reeds in 660 v.Chr. waren de twee staten in oorlog. In deze oorlog wordt het eerst van een geregelde zeeslag melding gemaakt. We vinden ook een legende die verhaalt over de Korinthische tyrannus Periander, die zijn zoon Lycophron - die met hem in onmin was geraakt over de dood van zijn moeder - naar Corcyra zou hebben gestuurd om haar te regeren. Later zou hij zich met zijn zoon hebben willen verzoenen, waarop de Corcyraeërs Lycophron doodden teneinde een voortzetting van de tirannie te voorkomen. Volgens Diogenes Laërtius zond Periander uit wraak jonge knapen uit Corcyra naar Alyattes II in Lydië om van hen eunuchen te maken, maar deze zouden echter zijn gered geweest door de inwoners van Samos. Dit lijkt eerder een verhaal om een verklaring te bieden voor de vijandigheid tussen beiden staten dan een feitelijke historische gebeurtenis.
Tijdens de Tweede Perzische Oorlog (480 v.Chr.) beloofde Corcyra schepen te zenden om mee te vechten in de zeeslag bij Salamis. Ze slaagden er echter niet in om hun schepen op tijd voor de slag daar te doen geraken, wat Herodotus deed vermoeden dat ze hoopten op een Perzische overwinning.
Toen in 436 v.Chr. de gebeurtenissen in Epidamnus tot een nieuw conflict tussen Korinthe en Corcyra hadden geleid, zocht Corcyra, dat een machtige vloot had, hulp bij Athene en verhaastte hierdoor de uitbarsting van de Peloponnesische Oorlog. Athene stond namelijk aan het hoofd van de Delisch-Attische Zeebond, terwijl Korinthe deel uitmaakte van de Peloponnesische Bond.
Rond 375 v.Chr. zou een Peloponnesische vloot onder Mnesippus Corcyra aanvallen en belegeren, waarop de hongerige inwoners zich overgaven en vervolgens als slaven werden verkocht of later door Mnesippus ter dood werden gebracht.
Na de opkomst van Alexander de Grote en de na zijn dood gestichte diadochenrijken geraakte Corcyra door inwendige verdeeldheid in verval. In 303 v.Chr., na een tevergeefs beleg door Cassander van Macedonië, werd het eiland voor een korte periode bezet door Cleonymus van Sparta, maar herwon het vervolgens terug haar onafhankelijkheid. Drie jaar later belegerde Cassander haar opnieuw, maar zijn vloot werd verwoest door de tussenkomst van Agathocles van Syracuse. De tyrannus van Syracuse voegde het eiland toe aan zijn rijk en bood het in 295 v.Chr. als bruidsschat aan aan zijn dochter Lanassa bij haar huwelijk met koning Pyrrhus van Epirus. Toen Lanassa hem in 291 v.Chr. verliet, trachtte ze Corcyra over te dragen aan haar nieuwe echtgenoot, koning Demetrius Poliorcetes van Macedonië. Pyrrhus' zoon Ptolemaeus wist in 274 v.Chr. echter Corcyra voor zijn vader te heroveren.
Rond 237 v.Chr. zou het onder Agron in Illyrische handen zijn overgegaan: Demetrius van Pharos installeerde er na de slag bij Paxos een garnizoen. Toen in 229 v.Chr. de Romeinse consul Gnaius Fulvius Centumalus, die samen met zijn collega was uitgezonden om op te treden tegen de Illyrische piraten, op Corcyra aankwam met zijn vloot, gaf de stad zich over (deditio) aan de Romeinen en plaatste zich aldus onder de bescherming van de Romeinse Republiek.